# Synanthedon guineabia
Synanthedon guineabia là một loài bướm đêm thuộc họ Sesiidae. Nó được tìm thấy ở Guinea Xích Đạo.